# Districtul Non Sa-at
Non Sa-at (în thailandeză โนนสะอาด) este un district (Amphoe) din provincia Udon Thani, Thailanda, cu o populație de 48.459 de locuitori și o suprafață de 424,913 km².

## Componență
Districtul este subdivizat în 6 subdistricte (tambon), care sunt subdivizate în 63 de sate (muban).
| Nr. | Nume          | În thailandeză | Sate | Locuitori |  |
| --- | ------------- | -------------- | ---- | --------- |  |
| 1.  | Non Sa-at     | โนนสะอาด       | 9    | 8,666     |  |
| 2.  | Bung Kaeo     | บุ่งแก้ว          | 12   | 10,746    |  |
| 3.  | Pho Si Samran | โพธิ์ศรีสำราญ     | 9    | 8,164     |  |
| 4.  | Thom Na Ngam  | ทมนางาม        | 10   | 7,077     |  |
| 5.  | Nong Kung Si  | หนองกุงศรี       | 11   | 6,813     |  |
| 6.  | Khok Klang    | โคกกลาง        | 12   | 6,993     |  |